# Ad Astra (película)
Ad Astra (en Hispanoamérica: Ad Astra: Hacia las estrellas) es una película estadounidense de suspense y ciencia ficción de 2019 dirigida por James Gray y escrita por él mismo y Ethan Gross. La cinta está protagonizada por Brad Pitt, Tommy Lee Jones, Ruth Negga, Liv Tyler, Donald Sutherland y Jamie Kennedy.
El proyecto se anunció a principios de 2016, y Gray dijo que quería presentar "la representación más realista del viaje espacial que se ha puesto en una película". Pitt firmó para protagonizar en abril de 2017 y el resto del elenco se unió más tarde ese año. La filmación comenzó alrededor de Los Ángeles en agosto, y duró hasta octubre.
Ad Astra se estrenó en el Festival Internacional de Cine de Venecia el 29 de agosto de 2019 y fue estrenada en cines en los Estados Unidos el 20 de septiembre de 2019 por 20th Century Fox. Recibió críticas positivas por parte de los críticos, con elogios por el desempeño de Pitt y sus vívidas imágenes, y recaudó $ 127 millones en todo el mundo contra un presupuesto de $80-100 millones.

## Argumento
En el futuro cercano, el sistema solar se ve afectado por misteriosas oleadas de energía que amenazan a toda la vida humana. Después de casi morir por un incidente causado por una de estas oleadas de energía, el Comando Espacial de los Estados Unidos (SpaceCom, en inglés) informa al mayor Roy McBride, hijo del famoso astronauta H. Clifford McBride, que las oleadas de energía se han rastreado hasta el Proyecto Lima, creado para buscar en los límites del sistema solar vida inteligente, bajo el liderazgo de Clifford, del cual no se ha sabido nada durante dieciséis años después de llegar a Neptuno. Informado de que Clifford todavía puede estar vivo, Roy acepta la misión de viajar a Marte para tratar de establecer comunicación con él, junto con el antiguo asociado de su padre, el coronel Pruitt. En varias escenas se muestra que Roy está muy desapegado emocionalmente. No tiene ninguna reacción emocional ante el abandono de su pareja, ni ante las noticias de que su padre todavía puede estar vivo.
Después de tomar un vuelo comercial a la Luna, Roy y Pruitt son escoltados por personal militar estadounidense a la base de SpaceCom, ubicada en el extremo más alejado de la Luna. Durante el camino hasta el lado oculto de la Luna, usando rovers lunares, son emboscados por piratas que trabajan en minería ilegal en zonas remotas de la Luna. Sin tener un mapa y posesión definida de los territorios, matan a toda su escolta. Al llegar a la base, un Pruitt moribundo es colocado en cuidados intensivos. Roy se traslada a la nave Cepheus, con destino a Marte. La nave recibe una señal de socorro de una estación espacial noruega de investigación biomédica. El Cepheus se detiene para investigar a pesar de las protestas de Roy. Él con su capitán se dirigen a la estación. Ésta parece abandonada y los dos se separan, pero Roy pronto descubre a un babuino sujeto de prueba escapado de su jaula, que se alimenta del cadáver del capitán de la nave. 
El animal lo ataca cuando nota su presencia, pero él le dispara y luego encierra a un segundo babuino en otro módulo, y lo mata instantáneamente despresurizando ese módulo. Creyendo poder salvar al capitán, pone cinta adhesiva sobre la visera rota del casco del traje espacial del capitán y lo lleva de regreso a la nave, donde se declara muerto. Se realiza un breve servicio donde el cuerpo del capitán es expulsado al espacio. Nuevamente, Roy parece estar muy tranquilo y sin emociones, después del violento encuentro y la muerte del capitán. Admite que experimenta ira y recuerda a su padre, quien también expresaba su ira. Se sospecha que es un efecto del aislamiento del viaje espacial.
Otra oleada de energía golpea cuando el Cepheus aterriza en Marte, lo que requiere pilotaje manual para completar el aterrizaje. El capitán interino se paraliza de miedo, mientras Roy permanece muy tranquilo y toma el mando de la nave, aterrizándola a salvo. Roy es llevado a la base subterránea de SpaceCom, donde se encuentra con la directora de las instalaciones, Helen Lantos, y se le encarga que grabe mensajes de voz para enviarlos al Proyecto Lima con la esperanza de que Clifford responda. Durante una grabación, Roy se sale del guion con un mensaje emocional para su padre y es retirado bruscamente de la misión debido a que su conexión personal representa un riesgo para sí mismo y para el éxito de la misión. Debido a la reacción de sorpresa del equipo de observación durante su grabación emocional, asume correctamente que se recibió una respuesta inmediata de su padre y exige escucharla.
Secuestrado en una «sala de confort», es visitado por Lantos, quien revela que ella nació en Marte y era hija de dos miembros de la tripulación del Proyecto Lima. Muestra a Roy grabaciones clasificadas que revelan que la tripulación de Clifford se había amotinado e intentó regresar a la Tierra, lo que provocó que apagara sus sistemas de soporte vital, incluido el de sus padres. Ella le habla a Roy sobre la tripulación que lo llevó a Marte. En realidad van a destruir la estación del Proyecto Lima con una carga nuclear y tratar de recuperar información de la base de datos de la nave, pero no es algo prioritario de la misión. Los dos deciden que Roy debe enfrentarse al propio Clifford para obtener la información. Ella considera que sí es algo prioritario y lo lleva a un lago subterráneo, por el deshielo de los glaciares debajo del sitio de lanzamiento del cohete con la nave Cepheus.
Roy sube clandestinamente a bordo de la nave por la escotilla de escape de emergencia cuando el cohete despega, y posteriormente es descubierto por la tripulación, quienes reciben instrucciones de neutralizarlo. Toda la tripulación muere en la lucha brutal al tener un problema con el suministro de oxígeno. Roy queda con vida al tener un traje espacial muy resistente. Durante el largo viaje a Neptuno, un solitario Roy reflexiona sobre sus relaciones con su padre y Eve, su esposa separada. El aislamiento y el estrés de la misión tienen un costo mental, pero después de varias semanas llega al Proyecto Lima. Al acercarse a la estación en un transbordador especial conectado al Cepheus, el transbordador se daña en una colisión con objetos, polvo partículas y asteroides en los anillos de Neptuno, evitando conectarse con la estación como estaba planeado inicialmente. Roy ingresa a la estación a través de una larga y peligrosa caminata espacial mientras el transbordador se aleja. Al encontrar la estación abandonada y los cadáveres de su tripulación, Roy planta la carga nuclear para destruir la nave antes de encontrarse con Clifford, el único sobreviviente de la estación. Explica que las oleadas provienen de la fuente de energía de antimateria de la nave que está funcionando mal, pues había sido dañada en el motín. Clifford ha seguido trabajando en el proyecto, negándose a perder la fe en la posibilidad de una vida inteligente no humana.
Después de que Clifford acepta acompañarlo de regreso a la Tierra, Roy termina de armar la bomba y salen a la superficie de la estación del Proyecto Lima en preparación para regresar a la nave Cepheus. En ese momento, se revela que los pulsos en realidad eran producidos por el propio Clifford a través de un pulsador inalámbrico, que lo utiliza para lanzar a ambos, atado uno al otro, hacia Neptuno, alejándolos de la estación. Con Clifford suplicando a Roy que los desate el uno del otro, Roy lo hace a regañadientes y se desata, provocando que Clifford se sumerja en el espacio hasta morir por falta de oxígeno. Habiendo perdido el transbordador, Roy logra impulsarse de regreso al Cepheus usando su propio traje espacial y con un pedazo del casco de la estación como escudo contra los objetos del anillo de Neptuno. Sin suficiente combustible en la nave Cepheus para regresar a la Tierra, confía en la onda de choque de la explosión nuclear en la estación espacial del Proyecto Lima para obtener la velocidad requerida y retornar a los planetas interiores.
Los datos recuperados de la base espacial del Proyecto Lima sugieren que los humanos son la única vida inteligente en el universo. Esto inspira a Roy a reconectarse con los más cercanos a él y regresa a la Tierra con un nuevo optimismo. Después de expresar sus opiniones en una evaluación psicológica, se reconecta con su esposa Eve.

## Reparto
- Brad Pitt como el Mayor Roy McBride, hijo de Clifford McBride.
- Tommy Lee Jones como H. Clifford McBride, el padre perdido de Roy.
- Ruth Negga como Helen Lantos.
- Liv Tyler como Eve McBride.
- Donald Sutherland como el Coronel Pruitt.
- John Ortiz como el General Rivas.
- Greg Bryk como Chip Garnes.
- Loren Dean como Donald Stanford.
- John Finn como el General Stroud.
- Kimberly Elise como Lorraine Deavers.
- Bobby Nish como Franklin Yoshida.
- Lisa Gay Hamilton como Ayudante General Amelia Vogel.
- Jamie Kennedy como Peter Bello.
- Donnie Keshawarz como el Capitán Lawrence Tanner.
- Natasha Lyonne como Tanya Pincus.[5]

## Producción
El director James Gray confirmó sus planes de escribir y dirigir Ad Astra el 12 de mayo de 2016 en el Festival de Cine de Cannes.
En abril de 2017, en la promoción de La ciudad perdida de Z, Gray comparó la historia de Ad Astra con la de El corazón de las tinieblas, de Joseph Conrad. Gray declaró que quería que la película fuera «la muestra más realista de un viaje espacial jamás rodado» para demostrar que «el espacio es horriblemente hostil para nosotros». Curiosamente, el guionista y director confirmó en varios medios que rompió el realismo en un solo momento de la película: en una de las escenas finales, Roy McBride vive un momento que lo hace llorar; luego del rodaje, el mismo Brad Pitt aclaró que tendrían que editar esas lágrimas ya que, en gravedad cero, las mismas deberían quedar suspendidas, pero Gray se mostró en rechazo de que se edite esa escena al haber quedado sorprendido por el nivel de actuación. Gray también confirmó que el rodaje de Ad Astra comenzaría el 17 de julio de 2017.
El 10 de abril de 2017, James Gray confirmó que Brad Pitt aparecería en Ad Astra. En junio del mismo año, Tommy Lee Jones se unió al reparto para interpretar al padre de Pitt. En agosto, Ruth Negga, John Finn, Donald Sutherland y Jamie Kennedy se unieron al reparto.
La fotografía principal comenzó a mediados de agosto de 2017 en Santa Clarita, California.

## Estreno
El estreno de Ad Astra fue el 20 de septiembre de 2019 por Walt Disney Studios Motion Pictures bajo la pancarta de 20th Century Fox. Anteriormente estuvo programada para el 11 de enero de 2019 y luego para el 24 de mayo.

### Versión Casera
Ad Astra fue lanzado en formato digital y Movies Anywhere por 20th Century Fox Home Entertainment el 3 de diciembre de 2019, con Blu-ray, 4K Ultra HD y lanzamientos de DVD seguidos el 17 de diciembre.

## Recepción

### Taquilla
Ad Astra recaudó $ 50.2 millones en los Estados Unidos y Canadá, y $77 millones en otros territorios, para un total mundial de $127.2 millones.
En los Estados Unidos y Canadá, la película se estrenó junto a Downton Abbey y Rambo V: Last Blood, y se proyectó que recaudaría entre 15 y 20 millones de dólares de 3450 cines en su primer fin de semana. La película ganó $7.2 millones en su primer día, incluidos $1.5 millones de los avances de la noche del jueves. Debutó a $19 millones, terminando segundo detrás de Downton Abbey. La apertura se comparó con First Man, otro drama que involucra el espacio exterior que recibió grandes elogios de los críticos pero una tibia recepción de la audiencia, lo que resultó en una apagada participación en la taquilla a pesar de su reparto y presupuesto. Deadline Hollywood dedujo que la película perdería a Fox $30 millones de descuento de $150 millones brutos finales mundiales proyectados. La película ganó $10.1 millones en su segundo fin de semana y $4.4 millones en el tercero, terminando quinto y sexto, respectivamente.

### Crítica
En Rotten Tomatoes, la película tiene una calificación de aprobación del 84% basada en 352 reseñas, con una calificación promedio de 7.59/10. El consenso crítico del sitio web dice: "Ad Astra realiza un viaje visualmente emocionante a través de los vastos confines del espacio mientras traza un curso ambicioso para el corazón del vínculo entre padres e hijos".
En Metacritic, que utiliza un promedio ponderado, la película tiene una puntuación de 80 sobre 100, basada en 56 críticas, lo que indica "críticas generalmente favorables".
El público encuestado por CinemaScore le dio a la película una calificación promedio de "B–" en una escala de A + a F, mientras que aquellos en PostTrak le dieron un promedio de 2.5 de 5 estrellas y un 40% de "recomendación definitiva".
Richard Roeper del Chicago Sun-Times le dio a la película 3.5 de 4 estrellas y dijo: "En manos del director y coguionista James Gray", Ad Astra "es una de las películas más bellas del año, incluso cuando hace poco sentido e incluso cuando la actuación de Brad Pitt se desvía entre uno de sus mejores tiempos y uno de los mejores de todos los tiempos".
David Ehrlich de IndieWire le dio a la película una "A", diciendo que "Ad Astra es una de las epopeyas espaciales más rumiantes, retraídas y curiosamente optimistas de este lado de Solaris. También es una de las mejores".
De manera similar, Xan Brooks de The Guardian le dio a la película cinco de cinco estrellas, calificándola de "soberbia space opera" y elogió la actuación de Pitt, escribiendo: "Pitt encarna a McBride con una serie de gestos hábiles y un mínimo de alboroto. Su actuación es tan discreta que casi no parece actuar en absoluto".
Owen Gleiberman, de Variety, elogió la actuación de Pitt y escribió: "Gray prueba sin medida que tiene las habilidades para hacer una película como esta. También tiene una visión, una especie de expresión, casi sin darse cuenta, en la metáfora de esa antena espacial".
Peter Travers de Rolling Stone calificó la película con cuatro de cinco estrellas y se refirió a ella como" absolutamente apasionante " y alabó a Gray por su dirección y su enfoque único del género de ciencia ficción, así como por la cinematografía y la actuación de Pitt (a quien se refirió como "maravilla del sentimiento matizado"). También hizo comparaciones del tono y los temas de la película con otras películas notables ambientadas en el espacio, particularmente 2001: A Space Odyssey (1968), Solaris (1972), Gravity (2013) e Interstellar (2014).
Adam Graham, que escribe para The Detroit News, encontró problemas con la película al darle una calificación de "C" y afirmó que, "Esta es una película lenta y obtusa con poca conexión emocional".
La crítica Laura Dean Mandel encontró dificultades similares con la película. "Mientras que Ad Astra imagina ricamente los aspectos prácticos e interpersonales del asentamiento en la Luna y más allá, las ideas sobre la naturaleza humana se encuentran en el nivel simplista de la psicología pop".